# اسقف‌نشین لیچفیلد
اسقف‌نشین لیچفیلد (انگلیسی: Diocese of Lichfield) بخشی تشکیل دهنده از استان کانتربری کلیسای انگلستان در کشور انگلستان است. این اسقف‌نشین که در قرن دهم میلادی تاسیس شده است شامل ۵۸۲ کلیسا می‌باشد و مرکز آن کلیسای جامع لیچفیلد است.